# HD40394
HD40394 — хімічно пекулярна зоря спектрального класу A0, що має видиму зоряну величину в смузі V приблизно  5,7.
Вона  розташована на відстані близько 1022,4 світлових років від Сонця.

## Фізичні характеристики
Зоря HD40394 обертається 
порівняно повільно 
навколо своєї осі. Проєкція її екваторіальної швидкості на промінь зору становить  Vsin(i)= 18км/сек.

## Пекулярний хімічний вміст
Зоряна атмосфера HD40394 має підвищений вміст 
Si
.